# Fely Irvine (actriz)
Fely Irvine (Dávao, 9 de enero de 1989) es una actriz filipina más conocida por formar parte del grupo australiano Hi-5.

## Biografía
Tiene un hermano llamado, Calvin Elizondo.
Fely comenzó a salir con el actor australiano Tai Hara, en enero del 2015 la pareja anunció que se había comprometido. La pareja se casó en Bali en el 2017, entre los invitados estuvieron los actores Demi Harman, Charlie Clausen, Jessica Grace Smith, Alec Snow y Brenton Thwaites. En junio del 2020 la pareja anunció que estaban esperando a su primer bebé juntos.

## Carrera
En el 2009 Fely se unió a la segunda generación de la serie infantil australiana Hi-5
En diciembre de 2011 Fely, anunció su salida de Hi-5, su última aparición en el programa fue durante el episodio "Carols by Candlelight"
El 18 de julio de 2013 apareció como invitada en dos episodios hasta el 22 de julio del mismo año en la popular serie australiana Home and Away, donde interpretó a Jerri Landale, una joven que le notifica a Darryl Braxton que ha sido testificado para declarar en contra de Ricky Sharpe.
En el 2014 participó en la tercera temporada del programa de canto The Voice, en la versión australiana, donde su entrenador fue el cantante Ricky Martin.

## Filmografía

### Series de televisión
| Año  | Serie         | Personaje     | Notas       |
| ---- | ------------- | ------------- | ----------- |
| 2013 | Home and Away | Jerri Landale | 2 episodios |

### Apariciones
| Año         | Programa  | Notas                       |
| ----------- | --------- | --------------------------- |
| 2014        | The Voice | 5 episodios - concursante   |
| 2008 - 2011 | Hi-5      | 65 episodios - presentadora |